# فرناندو لورو (دوچرخه‌سوار)
فرناندو لورو (انگلیسی: Fernando Louro؛ زادهٔ ۱۸ ژوئن ۱۹۶۲) دوچرخه‌سوار اهل برزیل بود. وی در بازی‌های المپیک تابستانی ۱۹۸۰، ۱۹۸۸ و ۱۹۹۲ شرکت کرده‌است.